# Lymnas zoega
Lymnas zoega är en fjärilsart som beskrevs av William Chapman Hewitson 1852. Lymnas zoega ingår i släktet Lymnas och familjen Riodinidae. Inga underarter finns listade i Catalogue of Life.